# هنري جوزيف غرايسون
هنري جوزيف غرايسون (بالإنجليزية: Henry Joseph Grayson)‏ هو عالم أسترالي، ولد في 9 مايو 1856، وتوفي في 21 مارس 1918.